# 尖葉青蘚
尖葉青蘚（学名：Brachythecium helminthocladum）为真蘚科青蘚屬下的一个种。

## 扩展阅读
- 維基物種上的相關：尖葉青蘚